# Christine Sioui-Wawanoloath
Pour les articles homonymes, voir Sioui et Wawanoloath.
Christine Sioui-Wawanoloath, née en 1952 à Wendake, au Québec, est une écrivaine, dramaturge, sculptrice, conteuse, peintre et illustratrice abénakise-wendate.

## Biographie
Née en 1952 d'un père wendat et d'une mère abénakise, Christine Sioui-Wawanoloath grandit à Odanak dans une famille d'artisans. Dès 1973, elle étudie la photographie, l'art et l'histoire au Collège Manitou, le premier cégep autochtone du Québec, pour ensuite poursuivre son parcours à Montréal,. Elle travaille comme photographe d'imprimerie, technicienne en chambre noire, graphiste et journaliste pour des publications autochtones à Ottawa, Frobisher Bay et Val-d'Or.
En février 1985, à Val-d'Or, elle coordonne le Festival de films autochtones. Une première en Abitibi-Témiscamingue. La même année, elle devient directrice intérimaire du Centre d'amitié autochtone de Val-d'Or. De 1992 à 2002, elle est coordonnatrice du dossier de la non-violence pour Femmes autochtones du Québec. De 2002 à 2008, elle est agente en communication pour Terres en vues, une société de diffusion culturelle autochtone. En 2009, elle fonde une entreprise offrant des services d’animation culturelle et de création d’images, de jeux et de jouets.
Artiste multidisciplinaire, ses œuvres font l'objet de nombreuses expositions individuelles et collectives, notamment une fresque lumineuse pour l'entrée de l'exposition De tabac et de foin d'odeur de Guy Sioui Durand et la création d'un monde imaginaire de personnages mi-humains, mi-animaux, dans le cadre d'une mosaïculture à Montréal. Ses travaux en arts visuels se démarquent par des thèmes inspirés des mythologies abénaquises et wendates, ainsi que par un style aux lignes précises et aux couleurs éclatantes,,.
Sioui Wawanoloath fait paraitre plusieurs albums jeunesse, dont L'ours et la femme venus des étoiles, paru chez Cornac en 2009, réédité aux éditions Hannenorak en 2021. Chez Hannenorak sont également parus La lune raconte (2011), Noki (2016) et Tsoutare' : sept histoires contemporaines (2019). Elle travaille également à compte d'illustratrice pour de nombreux livres et albums jeunesse. Elle est autrice de trois pièces de théâtre, dont deux ont été produites, d'un essai, Dépasser la violence, suivi de La légende des oiseaux qui ne savaient plus voler (Femmes autochtones du Québec, 1995) et de textes en revues dont Liberté, Présence autochtone et Terres en vues,.
En 2019, son implication auprès de sa communauté, ainsi que sa volonté de faire rayonner les cultures des Premières Nations depuis près de quarante ans, sont soulignés à l’Assemblée nationale par le député de Nicolet-Bécancour, Donald Martel.
Elle vit dans le village abénaki d'Odanak.

## Œuvres

### Livres jeunesse
- Natanis, Québec, Le Loup de Gouttière, 2005, 53 p. (ISBN 2-89529-112-8)
- Popokua, Québec, Cornac, 2008, 48 p. (ISBN 978-2-89529-133-6)
- L'ours et la femme venus des étoiles, Québec, Cornac, 2009, 63 p. (ISBN 978-2-89529-146-6)
  - L'ours et la femme venus des étoiles, Wendake, Hannenorak, 2021, 53 p. (ISBN 9782923926933)
- Hiawatha, Montréal, Chenelière Éducation, 2011, 33 p. (ISBN 978-2-7650-3207-6)
- La lune raconte, Wendake, Hannenorak, 2011, 142 p. (ISBN 9782923926032)
- Noki, Wendake, Hannenorak, 2016, 35 p. (ISBN 9782923926216)
- Mikumess le voyageur, Odanak, Christine Sioui Wawanoloath, 2019, 30 p. (ISBN 9782981829214)
- Dans l’œuvre du lièvre, Odanak, Christine Sioui Wawanoloath, 2019, 44 p. (ISBN 9782981829207)

### Essais
- Dépasser la violence, suivi de La légende des oiseaux qui ne savaient plus voler, Montréal, Femmes Autochtones du Québec, 1995, 138 p. (ISBN 2-9803652-2-X)

### Nouvelles
- Tsoutare' : sept histoires contemporaines, Wendake, Hannenorak, 2019, 89 p. (ISBN 9782923926346)

### Illustrations
- Christiane Noël, La culture traditionnelle des Montagnais de Mashteuiatsh, Pointe-Bleue : pratiques, coutumes, légendes, Sillery, Septentrion, 1997, 159 p. (ISBN 2-89448-093-8)
- Jacinthe Connolly, L’été de Takwakin, Wendake, Conseil en éducation des Premières Nations, 2002, 51 p.
- Louis-Karl Picard-Sioui, Yawendara et la forêt des Têtes-Coupées, Québec, Le Loup de gouttière, 2005, 141 p. (ISBN 2-89529-107-1)
- François Bélisle, Kinawit, Val-d'Or, Centre d'amitié autochtone de Val-d'Or, 2011, 128 pages,  (ISBN 978-2-9804394-1-4)
- Stéphanie Déziel, Le cadeau de l’esturgeon, Saint-Damien-de-Brandon, Éditions du Soleil de Minuit, 2013 (ISBN 9782924279007)
- Hélène Chapdelaine, La ronde des saisons atikamekw, Saint-Damien-de-Brandon, Éditions du Soleil de Minuit, 2014 (ISBN 9782924279052)
- Louis-Karl Picard-Sioui, La femme venue du ciel : mythe wendat de la création, Wendake, Hannenorak, 2016, 59 p. (ISBN 9782923926209)
- Isabelle Larouche, Une coccinelle au Nunavik, Saint-Damien-de-Brandon, Éditions du Soleil de Minuit, 2019 (ISBN 9782924279175)
- Paloma Clément, Chère Mia, Anjou, Éditions CEC, 2020, 13 p. (ISBN 9782766201341)

### Spectacles
- "Le Clan des oiseaux", à l'occasion du 400e anniversaire de la ville de Québec. Une coproduction de l'Orchestre symphonique de Québec et L'Arsenal à musique[11].